# Lijst van bisschoppen van 's-Hertogenbosch
Onderstaand volgt een lijst van bisschoppen van het bisdom 's-Hertogenbosch, een Nederlands rooms-katholiek bisdom.
| Bisschop van 's-Hertogenbosch (eerste instelling van het bisdom) | Bisschop van 's-Hertogenbosch (eerste instelling van het bisdom) | Bisschop van 's-Hertogenbosch (eerste instelling van het bisdom)                                                               |
| ---------------------------------------------------------------- | ---------------------------------------------------------------- | --- |
| 1561 - 1570                                                      | Franciscus Sonnius                                               | In 1570 benoemd tot bisschop van Antwerpen                                                                                     |
| 1570 - 1580                                                      | Laurentius Metsius                                               | |
| 1584 - 1592                                                      | Clemens Crabeels                                                 | |
| 1593 - 1614                                                      | Ghisbertus Masius                                                | |
| 1615 - 1625                                                      | Nicolaas Zoesius                                                 | |
| 1626 - 1637                                                      | Michael Ophovius O.P.                                            | |
| 1637 - 1641                                                      | sede vacante                                                     | Henricus van de Leemputte (kapittelvicaris)                                                                                    |
| 1641 - 1645                                                      | Joseph Bergaigne O.F.M.                                          | In 1645 benoemd tot aartsbisschop van Kamerijk                                                                                 |
| Apostolisch vicaris van 's-Hertogenbosch                         |                                                                  | |
| 1657 - 1661                                                      | Jacobus de la Torre                                              | 1658-1662 Judocus Houbraken vicaris-generaal                                                                                   |
| 1662 - 1666                                                      | sede vacante                                                     | Eugeen Albert d'Allamont (apostolisch administrator); in 1666 benoemd tot bisschop van Gent                                    |
| 1666 - 1677                                                      | Joannes Hubens                                                   | |
| 1677 - 1681                                                      | Judocus Houbraken                                                | |
| 1681 - 1690                                                      | Guilielmus Bassery                                               | In 1690 benoemd tot bisschop van Brugge                                                                                        |
| 1691 - 1701                                                      | Martinus Steyaert                                                | |
| 1701 - 1726                                                      | Petrus Govarts                                                   | |
| 1727 - 1727                                                      | Franciscus van Rants O.P.                                        | in januari 1727 benoemd, maar overleed in mei 1727 voordat hij geïnstalleerd kon worden                                        |
| 1727 - 1731(?)                                                   | Franciscus Ludovicus Sanguessa O.F.M. Rec.                       | Bisschop van Roermond 1722-1741; kon zijn vicariaat niet uitvoeren                                                             |
| 1731 - 1742                                                      | Ghijsbertus van der Asdonck                                      | |
| 1742 - 1745(?)                                                   | Johann van der Lee                                               | benoemd (1743), doch geweerd door de Staten; trok zich terug in 1744                                                           |
| 1745 - 1756                                                      | Martinus van Litsenborg                                          | |
| 1763 - 1790                                                      | Andreas Aerts                                                    | |
| 1790 - 1831                                                      | Antonius van Alphen                                              | |
| 1831 - 1851                                                      | Henricus den Dubbelden                                           | 1842 - 1851: Joannes Zwijsen (coadjutor)                                                                                       |
| 1851 - 1853                                                      | Joannes Zwijsen                                                  | |
| Bisschop van 's-Hertogenbosch (tweede instelling van het bisdom) |                                                                  | |
| 1853 - 1877                                                      | Joannes Zwijsen                                                  | Van 1853 tot 1868 ook aartsbisschop van Utrecht 1877 - 1878: Adrianus Godschalk (hulpbisschop)                                 |
| 1878 - 1892                                                      | Adrianus Godschalk                                               | |
| 1892 - 1919                                                      | Wilhelmus van de Ven                                             | 1915 - 1919: Arnold Diepen (coadjutor)                                                                                         |
| 1919 - 1943                                                      | Arnold Diepen                                                    | 1942 - 1943: Wilhelmus Mutsaerts (coadjutor)                                                                                   |
| 1943 - 1960                                                      | Wilhelmus Mutsaerts                                              | 1956 - 1960: Wilhelmus Bekkers (coadjutor)                                                                                     |
| 1960 - 1966                                                      | Wilhelmus Bekkers                                                | 1961 - 1966: Johannes Bluyssen (hulpbisschop)                                                                                  |
| 1966 - 1984                                                      | Johannes Bluyssen                                                | |
| 1985 - 1998                                                      | Johannes ter Schure S.D.B.                                       | was eerder hulpbisschop van Roermond                                                                                           |
| 1998 - 2016                                                      | Antoon Hurkmans                                                  | 2010 - 2011: Jan Liesen (hulpbisschop); werd in 2011 benoemd tot bisschop van Breda 2010 - heden: Rob Mutsaerts (hulpbisschop) |
| 2016 - heden                                                     | Gerard de Korte                                                  | [ 1 ] |